# Palais d'Iéna
Palais d'Iéna (Jenský palác) je stavba v 16. obvodu v Paříži na Place d'Iéna, kterou navrhl architekt Auguste Perret ve stylu art deco. Budova je od roku 1993 chráněná jako historická památka.

## Historie
Výstavba paláce podle plánů architekta Augusta Perreta (1874–1954) začala v roce 1936 u příležitosti světové výstavy 1937, ale budova byla kompletně dokončena až v 60. letech. Už od roku 1939 sloužila pro Národní muzeum veřejných prací (Musée national des Travaux publics) v prvním křídle podél Avenue d'Iéna. Druhá světová válka znamenala zpoždění prací a rotunda byla dokončena v roce 1943.
V roce 1955 bylo muzeum veřejných prací kvůli nezájmu uzavřeno. V následujícím roce se do budovy dočasně nastěhoval výbor Union française (obdoba britského Commonwealthu). V roce 1959 jej v paláci vystřídala Hospodářská a sociální rada (Conseil économique et social). V palác také sídlilo jedno z ředitelství Západoevropské unie.
V roce 1960 architekt Paul Vimond, žák Augusta Perreta, zahájil stavební práce na druhém křídle paláce podél Avenue du Président-Wilson.
Část postavená Augustem Perretem (zejména rotunda a křídlo podél Avenue d'Iéna) byla 5. července 1993 zařazena mezi historické památky.